# فريد إمر
فريد إيمر (بالهولندية: Fred Emmer)‏ (مواليد لايدن عام 1934 - توفي في هيلفرسوم عام 2019)، هو صحفي ومقدم نشرات الأخبار في التلفزيون الهولندي.
هو والد الملحن والموسيقي الهولندي ستيفن إمر.

## روابط خارجية
- فريد إمر على موقع IMDb (الإنجليزية)
- فريد إمر على موقع قاعدة بيانات الفيلم (الإنجليزية)
- فريد إمر على موقع كينوبويسك (الروسية)